# Jamie Summers
Jamie Summers (California; 8 de mayo de 1968) es una actriz pornográfica estadounidense. A veces es acreditada como Jamie Sommers, Denise Stafford, Jamie Stafford o Cindy Sterling. Tuvo un contrato en exclusividad con la compañía Vivid Entertainment.

## Filmografía
- Night Rhythms (1992) (como Jamie Stafford)
- Chica de Andrew Blake  (1992)
- Jamie Loves Jeff (Stryker) 2  (1991)
- Night Trips (1989)
- Jamie Loves Jeff (1988)
- Born for Love (1987)
- Terror Night (1987) (como Denise Stafford)
- The Brat (1986)